# Минаев, Роман Михайлович
Роман Михайлович Минаев (род. 27 октября 1970 года, Ленинград) — российский художник, куратор, преподаватель, автор текстов о современном искусстве.

## Биография
Родился в 1970 году в Ленинграде.
С 1994 по 2000 год изучал печатную графику на факультете свободного искусства в Академии Мутезиус в Киле (Германия) у профессоров Эккехарда Тиме и Уве Майер-Вайтмар. С 1996 по 1998 изучал синологию в Университете имени Христиана Альбрехта. В 1998—1999 годах изучал китайскую каллиграфию на факультете традиционной китайской живописи в China Academy of Art у профессора Ванг Донглинг и др. С 2000 по 2003 год учился на факультете «Искусство в Контексте» (Kunst im Kontext) Берлинского университета искусств (Universität der Künste Berlin) у Вольфганга Кнаппа (Wolfgang Knapp), профессора Уте Мета-Бауер (Ute Meta Bauer) и др. Закончил с академической степенью MA / Art in Context. Тема магистерской работы: «Искусство и каннибализм».
Куратор ряда выставок, в том числе: в Московском музее современного искусства, Мультимедиа арт музее, Центральном выставочном зале Манеж, Музее Сидура, Государственном центре современного искусства и др. Выступал сокуратором первого Фестиваля протестного искусства «МедиаУдар».
Сторонник реформ в области высшего художественного образования в России.
Составитель «ТОП-10 самых влиятельных консерваторов в современном искусстве по версии журнала ART_BUZZ».

## Преподавательская деятельность
- 2008—2021 — Московская школа фотографии и мультимедиа им. Родченко[12][13]
- 2017 — Высшая школа художественных практик и музейных технологий, факультет истории искусства РГГУ[14]
- 2014 — Мастер-класс «Де-сериал» в Фонде Владимира Смирнова и Константина Сорокина[3]
- 2013—2014 — Открытая школа МедиаАртЛаб
- 2013 — Школа современного искусства «Свободные мастерские» при Московском Музее Современного Искусства[15]
- 2013 — Высшая Школа экономики
- 2000—2004 — Muthesius Academy of Fine Arts. Kiel, Germany

## Персональные выставки
- 2016 — «See more». Крокин галерея, Москва[16].
- 2010 — «Бренды». Крокин галерея, Москва.
- 2009 — «Флаги». Крокин галерея, Москва.

## Групповые выставки (выборочно)
- 2010 — «Киты сезона 7». Крокин галерея. Москва
- 2010 — «Концептуализм: здесь и там». Южно-российская биеннале современного искусства. МСИИД, Ростов-на-Дону[17].
- 2010 — История российского видеоарта. Том 3. Московский музей современного искусства, Москва.
- 2010 — ФУТУРОЛОГИЯ \ РУССКИЕ УТОПИИ. Центр современной культуры «Гараж», Москва.
- 2009 — АРТ МОСКВА, ЦДХ, стенд Крокин галереи, Москва
- 2009 — «Киты сезона 6». Крокин галерея. Москва
- 2008 — «Киты сезона 5». Крокин галерея. Москва
- 2008 — «Кулибин». Крокин галерея. Москва
- 2008 — «Трансмедиале». Дом культуры народов мира, Берлин[18].